# Xestopilumnus
Xestopilumnus is een geslacht van kreeftachtigen uit de klasse van de Malacostraca (hogere kreeftachtigen).

## Soort
- Xestopilumnus cultripollex Ng & Dai, 1997